# Эрмелу (Аркуш-де-Валдевеш)
Эрмелу (порт. Ermelo) — район (фрегезия) в Португалии, входит в округ Виана-ду-Каштелу. Является составной частью муниципалитета Аркуш-де-Валдевеш. По старому административному делению входил в провинцию Минью. Входит в экономико-статистический субрегион Минью-Лима, который входит в Северный регион. Население составляет 142 человека на 2001 год. Занимает площадь 12,66 км².
Покровителем района считается Дева Мария (порт. Santa Maria).